# Die Tscheka greift ein
Die Tscheka greift ein (russisch: Сотрудник ЧК; Sotrudnik Tscheka = wörtlich: Mitarbeiter der Tscheka) ist ein Roman von Alexander Lukin und Dmitri Poljanowksi aus dem Jahr 1958.

## Inhalt

### Kapitel I. Aufstand der Frontkämpfer
Im März 1918 wollen deutsche Truppen von Odessa aus Cherson angreifen. Die von Sozialrevolutionären und Menschewiki dominierte Stadtverwaltung erwartet sie. Die Mitglieder des Frontkämpferverbandes unter dem Veteranen Petro Silin planen hingegen die Abwehr. Alexej Ljoschka Michalew, Sohn eines revolutionär gesinnten Arbeiters auf der Wadon-Werft, lässt sich von ihnen als Bote anwerben. Er besucht das Gymnasium, ist dort aufgrund seiner proletarischen Herkunft aber ein Außenseiter. Auch sein Schwager, der Händler Glustschenko, steht dem Kommunismus ablehnend gegenüber. Als die feindlichen Truppen eintreffen, beteiligt sich Alexej am erfolgreichen Widerstand, worauf sie sich nach Mykolajiw zurückziehen. Ein Revolutionsstab, dem auch Silin angehört, übernimmt die Verwaltung. Bürger werden zur Errichtung von Befestigungen herangezogen und im örtlichen Hafen ankert ein Minenleger zur Unterstützung der roten Truppen.
Alexej wird zum Wachdienst des Stabes versetzt, möchte jedoch an die Front. Auch sein Freund Pantelej Dymow träumt davon. Dessen Vater, ein kommunistischer Tabakarbeiter, verbietet es ihm aus Sorge jedoch. Aufgrund des Verdachts, dass sich ein Spion in die Reihen der Revolutionäre eingeschlichen hat, lässt Silin die Jungen Aufklärungsarbeit verrichten. Dabei entdecken sie, dass es sich bei der Stenotypistin des Stabes um Elisa von Grevenetz, die Tochter des ehemaligen Gouverneurs, handelt. Über Alexejs Mitschüler Markow, einen selbsternannten Sozialrevolutionär, und den Vizekonsul Baudouin gibt sie Informationen an die deutsche Armee weiter. Die Revolutionäre sprengen den Sabotagering, ein Spion entkommt jedoch unentdeckt. Elisa wird hingerichtet, was Alexej im ersten Moment schwer erschüttert.
Als Cherson erneut angegriffen wird, nutzen die Deutschen die erhaltenen Geheiminformationen für ein gezieltes Vorgehen. Alexej und Silin verstecken sich nach erfolglosem Barrikadenkampf zunächst in einem Verschlag hinter dem Holzschuppen der Michalews und fliehen anschließend.

### Kapitel II. Zwei Jahre später
Nachdem Alexej zwei Jahre an unterschiedlichen Standorten den Dienst versah und eine Typhuserkrankung auskurierte, kehrt er in seine Heimatstadt zurück. Der örtliche Tschekaleiter Brockmann teilt ihn der Truppe von Welitschko zu. Als erstes Projekt klären sie einen Verdacht wegen vermeintlicher Lebensmitteldiebstähle in einem Lazarett auf. Kurz darauf erhält die Abteilung den Auftrag, einen möglichen Spion innerhalb der örtlichen Kräfte zu entlarven. Der Verdacht fällt auf Filippow, den verdienten, aber auch undisziplinierten Leiter der örtlichen Fliegerstaffel, sowie dessen Geliebte Dunajewa.
Bei einer nächtlichen Kontrolle am Dnjepr wird ein Mann festgesetzt, der den Weißen Truppen am linken Ufer Lichtsignale gibt. Es handelt sich um den Telegrafisten Solowych, der sich aus Liebe zu einer Monarchistin für das Geheimprojekt anwerben ließ, aber keine politischen Ambitionen hegte. Sein Mittelsmann entkommt bei der Verhaftung. Aufgrund von Solowychs Angaben kann der Kreis der potenziellen Spione eingeengt werden. Alexej wirbt als Hausmeister bei Anna Ussatschenko, der Nachbarin Dunajewas, an. Nachts beobachtet er dabei, wie Filippows Geliebte zwei Männern heimlich dessen Aktentasche vorlegt. Unter ihnen ist Markow, den er aus der Unterhaltung der Verschwörer als Solowychs Verbindungsmann erkennt. Sein Kamerad ist Kramow, Chef der örtlichen Artillerie der Roten Armee. Bei einer Razzia in der kommenden Nacht werden er, sechs weitere Männer und Dunajewa festgesetzt. Zu Alexejs Enttäuschung ist Markow nicht darunter. Bei einem Verhör stellt sich heraus, dass Kramow eigentlich Stanislaw Stewewski heißt und Rittmeister der Zaristischen Truppen war. Er hatte 1918 einen linksgerichteten Ingenieur getötet und dessen Namen und Identität angenommen.

### Kapitel III. Dina aus Aljoschki
Da sich Markow, der inzwischen den Decknamen Krutscheny trägt, in Aljoschki aufhalten soll, bittet Alexej erfolgreich um Versetzung. Vor Ort angekommen nimmt er Verbindung mit Marusja Korolewa auf, einer jungen Frau, die seit Jahren heimlich für die Bolschewiki arbeitet. Sie gibt ihm die Adresse von Solowychs Schwester, von der Alexej durch einen Trick den Namen von dessen Geliebter Dina Fedossowa erfährt. Sie ist die Tochter des örtlichen Postdirektors. Er bändelt mit ihr an ihrem Arbeitsplatz an und gibt einen Brief an einen vermeintlichen Freund auf, den sie, wie er später heimlich beobachtet, liest. Bei einem abendlichen Treffen in Fedossowas Elternhaus überzeugt der Tschekist sie von seiner angeblich monarchistischen Einstellung, woraufhin sie ihn mit anderen Gleichgesinnten in Kontakt bringen möchte. Sein Vorgesetzter Illarionow gibt nach anfänglichen Bedenken die Zusage zu dem Unternehmen, für Alexejs Schutz soll ihn sein Kamerad Wolodja Chramsow, ein ehemaliger Leibwächter Lenins, beschatten.
Dina bringt Alexej nachts auf eine Konkainsel, wo sie Markow treffen. Er erkennt seinen ehemaligen Mitschüler wieder und hegt Misstrauen. Um dieses zu zerstreuen, verlangt Alexej eine Bewährungsprobe und erhält den Auftrag, eine Operationskarte aus dem Stab zu stehlen. Dessen Leiter händigt ihm daraufhin einen ungültigen, jedoch authentisch wirkenden Entwurf aus. Auf Geheiß Markows, der an die Echtheit der Karte glaubt, gibt Alexej diese in einer Herberge an andere Verschwörer weiter. Von Markows Adjutant Sewa erfährt der Tschekist, dass es sich dabei um die Gruppe der kriminellen und extrem antibolschewistischen Gebrüder Smagin handelt.
Markow scheint seinem ehemaligen Mitschüler nun zu vertrauen und eröffnet ihm einen weiteren Plan. Er soll eine Paketbombe im Stab deponieren, kurz vor deren Detonation einige Sympathisanten der Weißen Truppen kontaktieren und mit diesen zusammen fliehen. Die Explosion ist zugleich als Startschuss für einen Angriff der antibolschewistischen Kräfte auf die Stadt gedacht. Das Paket wird im Postamt von Glustschenko abgegeben, der seinen Schwager aber nicht bemerkt. Wolodja verhaftet ihn auf Alexejs Geheiß kurz darauf. Nach Erhalt des Sprengsatzes händigt er diesen seinen Vorgesetzten aus. Ein Sprengmeister bemerkt beim Versuch des Entschärfens, dass die Bombe rund zwei Stunden vor der vereinbarten Zeit detoniert wäre und Markow damit Alexej in eine Falle locken wollte. Er versucht ihn und Dina aufzusuchen, trifft auf Fedossows Grundstück jedoch nur Sewa und sperrt diesen in einen Keller. Die Tschekisten heben das Versteck in der Herberge aus, jedoch kann keiner der Führungspersönlichkeiten verhaftet werden. Alexej rudert zur Insel, wo sich die Fedossows verbergen. Dina berichtet ihm, dass Glustschenko mittlerweile zu den leitenden Konterrevolutionären in der Ukraine gehört und sich Markow in dem Dorf Stepino aufhält. Er bringt die Ahnungslose in die Stadt und lässt sie im Stab verhaften. Der Angriff der Weißen Truppen wurde inzwischen erfolgreich abgewehrt.

### Kapitel IV. In der Chersoner Steppe
Der für Markows Flucht getadelte Alexej ringt Welitschko die Erlaubnis ab, mit seinem Kameraden Iwan Woronko nach Stepino zu fahren. Als die Gesuchten dort eintreffen, überwältigen die beiden Tschekisten nachts einen Posten und nehmen ihm zwei Handgranaten ab. Der Versuch, Markow zu töten schlägt jedoch fehl und Woronko wird schwer verwundert. Alexej trägt ihn mehrere Kilometer weit in das Dorf Lasatschi Lageri, wo ihm eine junge Frau ein Boot leiht. Nachdem sein Kamerad den Verletzung erlegen ist, schießt Alexej mehrere Weißgardisten nieder und gelangt mit Woronkos Leichnam über den Dnjepr wieder zu seinen Verbündeten.
In den kommenden Tagen leidet der junge Mann unter Gewissensbissen sowie den Vorwürfen von Illarionow, der ihn der Doppelspionage bezichtigt. Außerdem kommt es zu einer Gegenüberstellung mit seinem verhafteten Schwager sowie dem Wiedersehen mit der niedergeschlagenen Schwester Jekaterina. Sie berichtet ihm, dass ihr Vater in Sibirien gegen die Koltschaktruppen kämpft.
Glustschenko, Dina und Solowych werden hingerichtet. Um auch Markow und die Smagins unschädlich zu machen, soll sich Marusja als Lehrerin in dem Dorf Belaja Kriniza anstellen lassen, um den Aufenthaltsort der Marodeure zu erfahren. Alexej hat sich inzwischen in sie verliebt und ist aus diesem Grund gegen das Vorhaben. Seine Bedenken werden einhellig ignoriert, er kann jedoch durchsetzen, dass der junge Tschekist Fedja, als taubstummer Bruder Marusjas getarnt, mit ihr geht. Zeitgleich nehmen die Geheimdienstler einige Kilometer entfernt in einer Mühle Stellung. Der Plan gelingt anfangs, als die Bande aber vor Ort eintrifft, findet Grigori Smagin Gefallen an der jungen Frau und will sie gegen ihren Willen heiraten. Fedja holt seine Kameraden herbei, währenddessen gelingt es Marusja, Grigori zu vergiften. Dessen Bruder sticht sie daraufhin nieder. Die Tschekisten können die angetrunkenen Mitglieder der Gruppe leicht überwältigen. Auch der verwundete Markow, der sich im Haus des mit ihm verwandten Dorfältesten Matulenko ausruht, wird verhaftet. Die Genossen begraben Marusja unter einem Akazienbaum am Dorfrand.

## Ausgaben und Adaption
Das Werk erschien im Original erstmals 1958, russischsprachige Fassungen wurden auch nach dem Ende der UdSSR herausgegeben. Seit 1965 liegt außerdem eine polnische Version vor.
Die Erstveröffentlichung in der DDR besorgten 1961 der Militärverlag sowie der Verlag Sport und Technik. Bis 1986 folgten noch drei weitere Auflagen.
Der Roman war Vorlage für den Film Helden der Tscheka (1963), an dessen Drehbuch Lukin beteiligt war. Der Film weicht nur geringfügig von der Romanvorlage ab, z. B. wird der ältere Smagin-Bruder nicht dargestellt.